# 穆罕默德·纳吉布

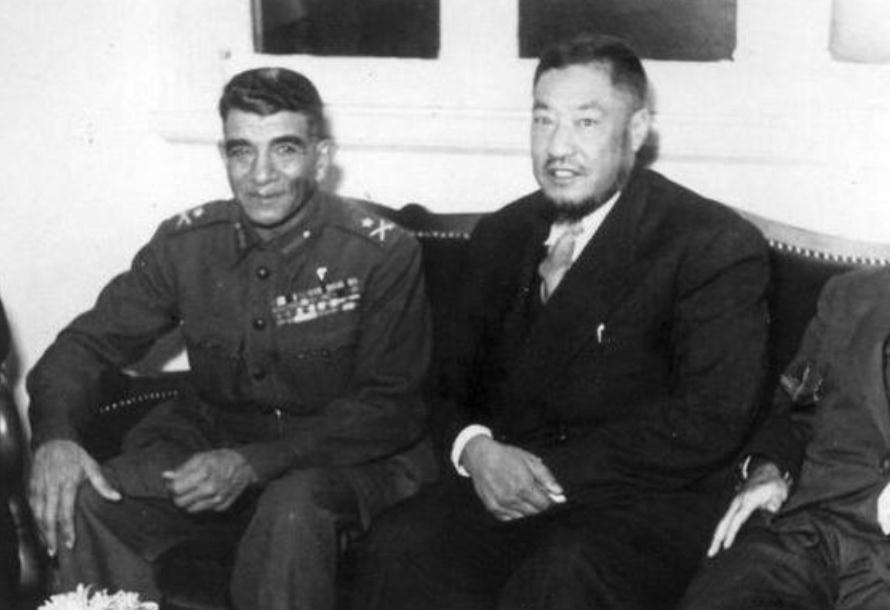
納吉布與馬步芳

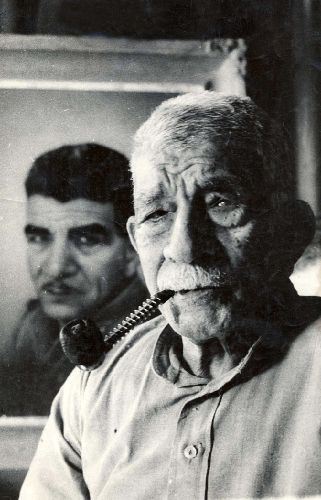
晚年獲釋的納吉布

穆罕默德贝伊·納吉布·優素福·库特卜·卡什蘭（埃及阿拉伯語發音：[mæˈħæmmæd næˈɡiːb]；1901年2月19日—1984年8月28日），又稱穆罕默德·納吉布，是一名埃及革命家，與贾迈勒·阿卜杜-纳赛尔一起是1952年埃及革命的兩位主要領導人之一。這場革命推翻了埃及和蘇丹的君主制，導致埃及共和國的建立，以及蘇丹的獨立。
納吉布是一位在1948年以色列-阿拉伯戰爭中負傷的傑出將軍，成為反對英國軍隊繼續駐紮在埃及和蘇丹以及反對法魯克一世腐敗和無能的民族主義自由軍官運動的領導人。1952年7月法魯克一世被推翻後，納吉布繼續擔任革命指揮委員會主席、總理和首任埃及總統，成功地談判蘇丹的獨立（迄今為止是埃及和英國的共管國），以及所有英國軍事人員從埃及撤出。他的總統任期於1954年11月結束，原因是與自由軍官的其他成員有分歧，特別是與納賽爾有分歧，納賽爾迫使他辭職，並接替他成為總統。